# Le Preneur d'âmes (roman)
Pour les articles homonymes, voir Le Preneur d'âmes.
Le Preneur d'âmes est un roman de Frank Herbert paru en 1972.
L'histoire traite d'un homme, rattrapé par sa formation d'indien au détour du drame de la mort de sa sœur, prenant pour but d'enlever un innocent pour le sacrifier au preneur d'âmes. Le problème de ce rituel est que la victime doit être consentante pour mourir.